# Wei Qiuyue
Wei Qiuyue, född 26 september 1988 i Tianjin, är en kinesisk volleybollspelare. Hon blev olympisk guldmedaljör i volleyboll vid sommarspelen 2016 i Rio de Janeiro.